# Fading Parade
Fading Parade è il quarto album di Jason Robert Quever, conosciuto con lo pseudonimo di Papercuts, pubblicato il 1º marzo 2011 dall'etichetta discografica Sub Pop Records.

## Tracce
CD (Sub Pop SPCD885 / EAN 0098787088526)
1. Do You Really Wanna Know – 3:14
2. Do What You Will – 3:41
3. I'll See You Later I Guess – 4:48
4. Chills – 4:20
5. The Messenger – 3:28
6. White Are The Waves – 3:17
7. Wait Till I'm Dead – 4:11
8. Marie Says You've Changed – 3:27
9. Winter Daze – 3:19
10. Charades – 3:57

Durata totale: 37:42